# Ирландско-мексиканские отношения
Ирландско-мексиканские отношения — двусторонние дипломатические отношения между Ирландией и Мексикой.

## История
Во время испанской колонизации Мексики несколько испанских вице-королей были ирландского происхождения, последним из них стал Хуан О’Донохью. С момента обретения независимости Мексики многие ирландцы иммигрировали в эту страну, внеся свой вклад в ее культуру и развитие. Во время Американо-мексиканской войны (1846—1848) многие ирландские переселенцы в Соединённых Штатах Америки дезертировали и присоединились к мексиканским войскам по религиозным соображениям, так как считали эту войну атакой американцев на католицизм. Одним из самых известных ирландских воинских подразделений во время войны был Батальон Святого Патрика, который сражался на мексиканской стороне во время сражения при Буэна-Висте и сражении при Чурубуско в 1847 году.
10 января 1974 года страны установили официальные дипломатические отношения. Сначала Мексика была представлена в Ирландии через своего посла в Лондоне, а интересы Ирландии представлял в Мексике посол из Вашингтона. В 1990 году страны пришли к соглашению открыть дипломатические представительства, и в июне 1991 года Мексика открыла свое посольство на Раглан-роуд в Дублине, а Ирландия открыла посольство в Мехико в сентябре 1999 года.
20 марта 2013 года президенты Ирландии и Мексики Майкл Хиггинс и Энрике Пенья Ньето провели двустороннюю встречу в Риме, на следующий день после папской интронизации папы Франциска. Энрике Пенья Ньето cделал предложение Майклу Хиггинсу осуществить визит в Мексику, которое тот принял и 19 октября 2013 года прибыл в Мексику в рамках поездки по странам Центральной Америки.
В 2013 году Европол сделал заявление, что мексиканские наркокартели планируют поставлять в Ирландию и континентальную Европу кокаин и каннабис. Также было сказано, что есть свидетельства о том, что мексиканские наркокартели используют Ирландию в качестве промежуточного пункта для поставки наркотиков в Европу. В 2016 году выяснилось, что лидер ирландской организованной преступной группы Кристи Кинахан сотрудничал с картелем Синалоа при транспортировки кокаина из Перу в Европу.

## Торговля
В 1997 году Мексика подписала Соглашение о свободной торговле с Европейским союзом (в состав которого входит и Ирландия). В 2007 году Мексика являлась 21-м крупнейшим торговым партнером Ирландии. В 2017 году товарооборот между странами составил сумму 2 млрд. долларов США. Экспорт Ирландии в Мексику: фармацевтические и медицинские продукты, лекарства, машинное оборудование, химикаты, молочные продукты и электроника. Экспорт Мексики в Ирландию: алкоголь (пиво), лимон, запасные части для самолетов. В 2008 году правительство Ирландии открыло компании Enterprise Ireland в Мексике. Ирландские многонациональные компании, такие как Kerry Group, Ryanair и Smurfit Kappa Group, представлены в Мексике. Мексиканская компания Cemex работает в Ирландии.

## Дипломатические представительства
- Ирландия имеет посольство в Мехико[15].
- У Мексики имеется посольство в Дублине[16].